# 元和诗变
元和诗变是指从大历，贞元诗坛的以大历十才子为代表的“大历体”转而演变到以俗奇为代表的元和体。元和诗坛是唐朝的第二大高峰，较盛唐诗坛相比，元和诗坛也出现了一大批如韩愈，孟郊，元稹，白居易等优秀的诗人，引领着元和诗坛的创作。从创作上看，元和诗人试图脱离盛唐的藩篱，大力求新求变，创作题材趋向于日常化，生活化，以文为诗，以议论为诗，而这些特点，已可目为宋诗之先鞭。

## 风格
元和诗以俗奇为主要特征，但具体到诗人个体，又有不同，但都体现了新变特征。孟郊的寒奇、韩愈的雄奇、李贺的瑰奇、贾岛的清奇。元白诗派以“平易”为特征，张籍、王建平易中趋向雅正、白居易通俗、元稹则多绮艳之作。柳宗元，刘禹锡独立于两大诗派之外，但二人亦有新变之处，例如刘禹锡的采民歌而作的《竹枝曲》。

## 形成
元和诗坛继承了吴中诗派的一部分特质，转而将这部分特质发挥的更加明显。而元和诗变是历史发展的一个必然结果，生处于中唐有志于诗的人，面对盛唐诗这座高峰，不得不推陈出新。清人诗说：“宋人生唐后，开辟真难为。”中唐的诗人们，为了继承甚至超越前人，便不得不走向前人未走向的道路了。因而，元和诗变的产生，主要有以下一些原因。
1. 面对盛唐诗坛，所不得不的选择，是诗歌发展的必然结果。
2. 是中唐政治革新的重要组成部分。
3. 唐代韩愈、柳宗元的古文运动对其也有深远影响。
4. 大历，贞元期间的吴中诗派也启迪了韩孟元白的创作。[6]

## 体现
元和诗变的新变较前代主要体现在以下方面。
1. 创作目的的功利化。
2. 语言文字的通俗化。
3. 诗体风格的散文化。

## 脚注
1. ↑  严羽《沧浪诗话》自注:"大历体，大历十才子之诗也。"
2. ↑  关于什么是元和体，历来意见并不统一，王力《汉语诗律学》第三十一节第十四：“白居易的长恨歌和琵琶行，元稹的连昌宫词，当时成为元和体。而李肇《唐国史补》卷下：“元和以后，为文笔则学奇诡于韩愈，学苦涩于樊宗师；歌行则学流荡于张籍；诗章则学矫激于孟郊,学浅切于白居易,学淫靡于元稹，俱名为元和体。”
3. ↑  严羽《沧浪诗话》：“近代诸公乃作奇特，解会遂以文字为诗，以才学为诗，以议论为诗，夫岂不工？”
4. ↑  钱钟书《谈艺录》：“韩愈，白居易，实唐人而开宋调者。”
5. ↑  宋立英《元和诗坛研究》
6. ↑  邓新跃《中唐诗风的新变与元和体的形成》载新疆师范大学学报二十一卷第一期（2000年1月）